# Pieprzojad czerwonorzytny
Pieprzojad czerwonorzytny (Aulacorhynchus haematopygus) – gatunek średniej wielkości ptaka z rodziny tukanowatych (Ramphastidae). Występuje w północno-zachodniej Ameryce Południowej. Nie jest zagrożony wyginięciem.

## Taksonomia
Takson opisany przez Johna Goulda w 1835 roku pod nazwą Pteroglossus haematopygus. Autor dokładnie nie wiedział, gdzie odkrył holotyp, prawdopodobnie pochodził on z Kolumbii. Blisko spokrewniony z pieprzojadem żółtobrewym oraz pieprzojadem andyjskim. Obecnie wyróżnia się 2 podgatunki: A. h. haematopygus i A. h. sexnotatus.

## Występowanie

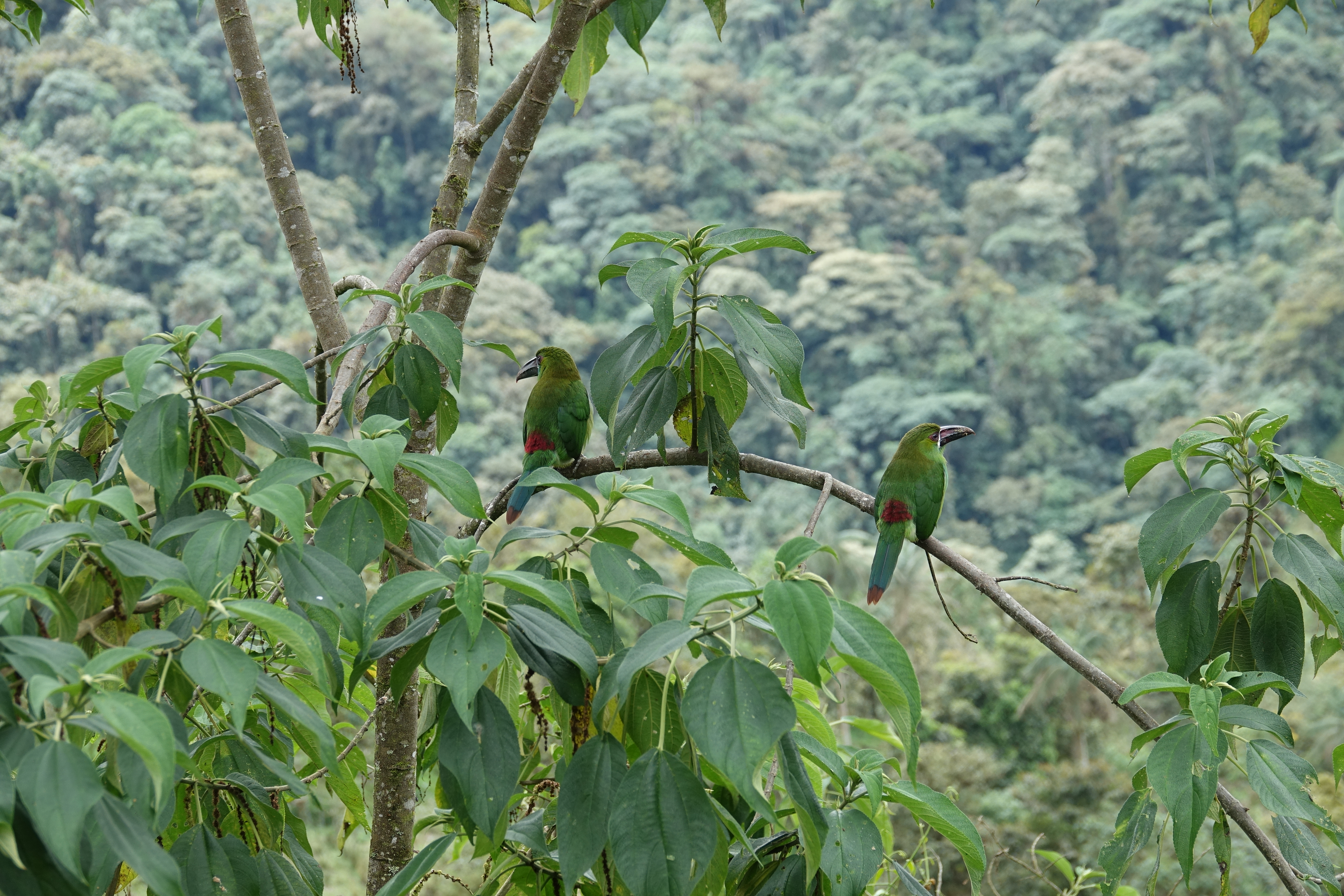
Para ptaków. Pomimo ciemnego koloru, ciemniejszego od liści, trudno je wypatrzeć

Pieprzojad czerwonorzytny występuje w Ekwadorze, Wenezueli i Kolumbii. Ptak osiadły. Zasiedla lasy deszczowe (pierwotne i wtórne) od pogórzy po góry, także obrzeża lasów i pobliskie gęste zarośla, odwiedza też izolowane drzewa owocowe na pastwiskach czy w ogrodach. Zazwyczaj spotykany w przedziale wysokości 300–2200 m n.p.m., sporadycznie do 2750 m n.p.m.
Poszczególne podgatunki zamieszkują:
- A. h. haematopygus – Kolumbia i zachodnia Wenezuela
- A. h. sexnotatus – południowo-zachodnia Kolumbia i zachodni Ekwador

## Morfologia
Długość ciała 40–45 cm, masa ciała: 200–232 g (podgatunek nominatywny), 141–200 g (podgatunek sexnotatus).
W ubarwieniu dominuje zieleń i błękit, pokrywy skrzydłowe ciemniejsze. Czerwone pokrywy nadogonowe. Dziób koloru bordowego, a jego nasada koloru białego, co odróżnia go od pieprzojada szmaragdowego. Palce są przeciwstawne; dwa są skierowane do przodu, dwa do tyłu, co ułatwia ptakom przytrzymywać większe owoce. Czerwona naga skóra wokół oka. Brak dymorfizmu płciowego.

## Ekologia i zachowanie

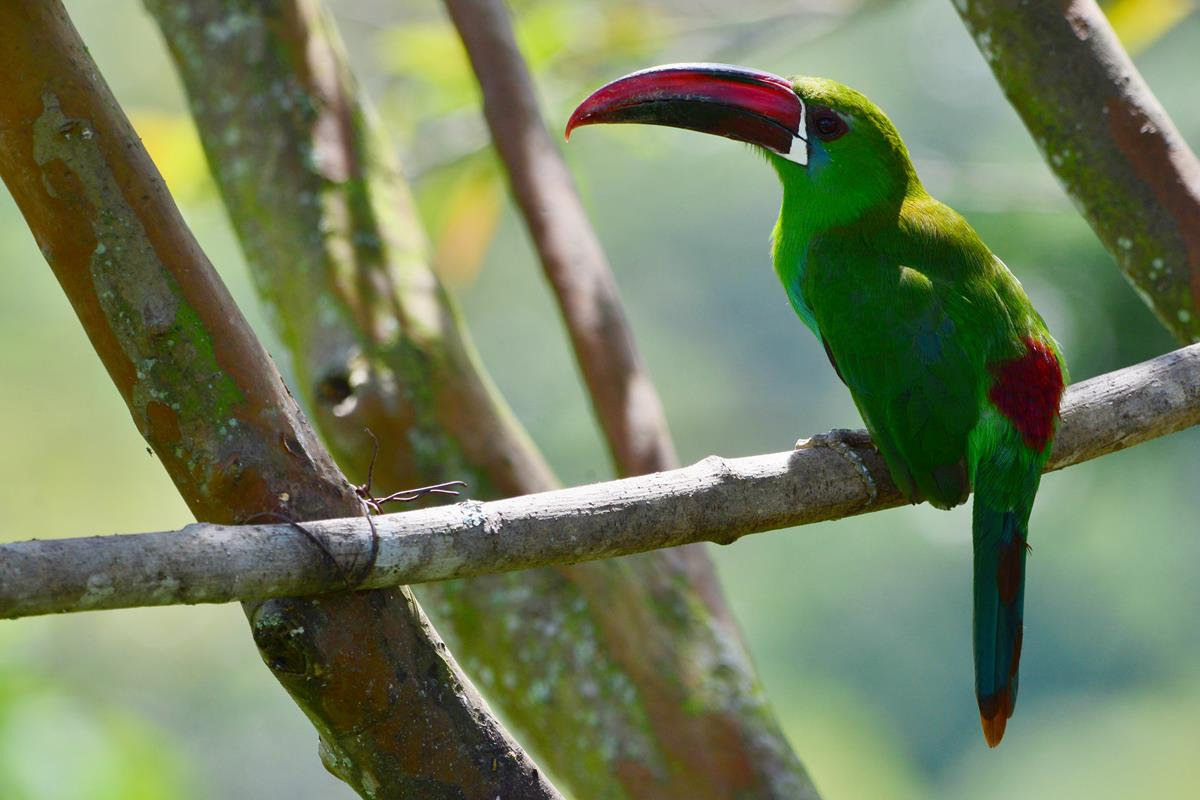
Pieprzojad czerwonorzytny na gałęzi

Owocożerny; podskakuje z gałęzi na gałąź i zrywa owoce, które następnie podrzuca i połyka. Oprócz jagód i fig zjada chętnie także jaszczurki i bezkręgowce, ale też zakrada się do gniazd mniejszych ptaków i zjada ich pisklęta oraz jaja.
Pieprzojady żyją w parach lub małych stadach. W okresie godowym ptaki wydają serie powtarzających się, szczekliwych dźwięków. Gniazdo w dziupli wyścielone mchem. Samica wysiaduje od 3 do 4 jaj, które są białe. Inkubacja trwa około 16–17 dni, przez większość czasu wysiaduje samica. Pisklęta rodzą się nagie i różowe, a w pełni opierzone stają się w wieku około 7 tygodni.

## Status
Międzynarodowa Unia Ochrony Przyrody(IUCN) uznaje pieprzojada czerwonorzytnego za gatunek najmniejszej troski (LC, Least Concern) nieprzerwanie od 1988 roku. Liczebność populacji nie została oszacowana, ale ptak ten opisywany jest jako dość pospolity. Ze względu na brak istotnych zagrożeń BirdLife International uznaje trend liczebności populacji za stabilny.